# Kuwait Airways
A  Kuwait Airways  é uma companhia aérea do Kuwait.

## Frota

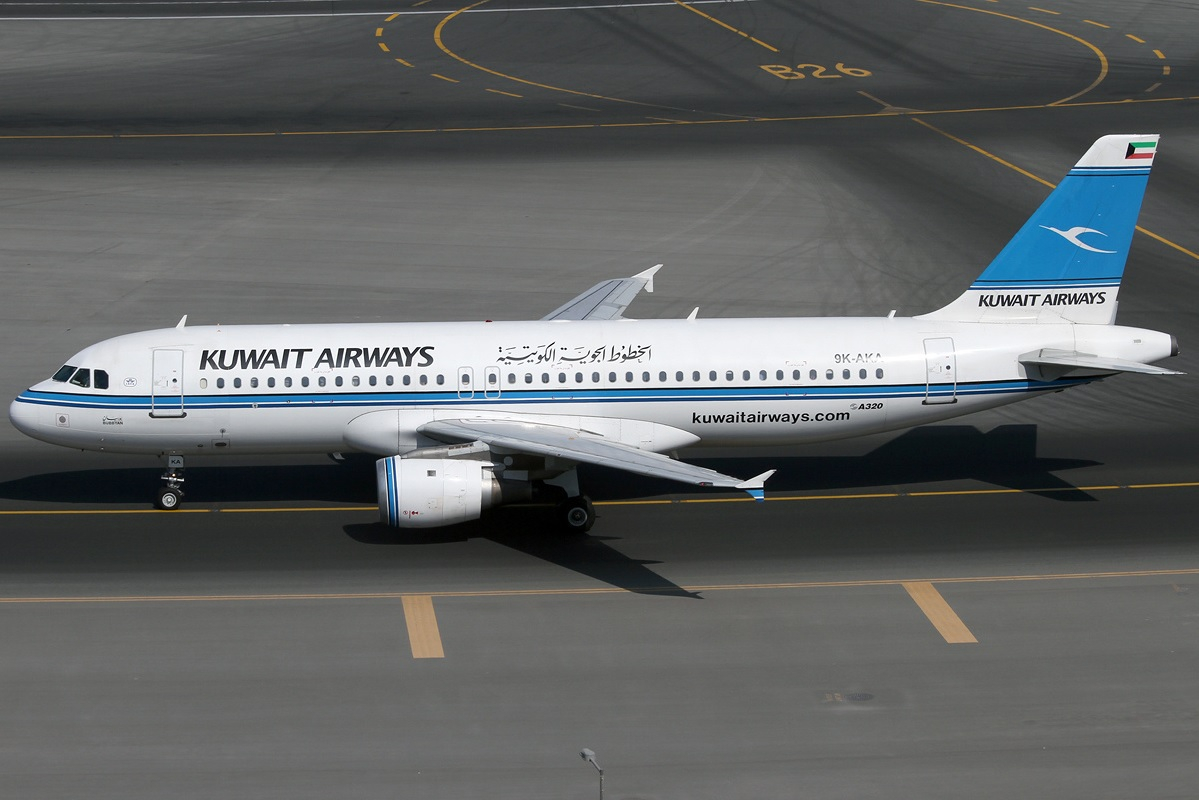
Airbus A320 da Kuwait Airways.

| Aeronave           | Quantidade | Encomendas |
| ------------------ | ---------- | ---------- |
| Airbus A320-200    | 7          | —          |
| Airbus A320neo     | 9          | 15         |
| Airbus A330-200    | 3          | —          |
| Airbus A330-800neo | 4          | 5          |
| Airbus A350-900    | —          | 5          |
| Boeing 777-300ER   | 10         | —          |
| Total              | 33         | 25         |